# Liste der Naturschutzgebiete im Landkreis Heilbronn
Im Landkreis Heilbronn gibt es 20 Naturschutzgebiete. Für die Ausweisung von Naturschutzgebieten ist das Regierungspräsidium Stuttgart zuständig. Nach der Schutzgebietsstatistik der Landesanstalt für Umwelt, Messungen und Naturschutz Baden-Württemberg (LUBW) stehen 400,19 Hektar der Kreisfläche unter Naturschutz, das sind 0,36 Prozent.

## Naturschutzgebiete im Landkreis Heilbronn
| Name                                           | Bild | Kennung            | Einzelheiten | Position | Fläche Hektar | Datum         |
| ---------------------------------------------- | ---- | ------------------ | --- | -------- | ------------- | ------------- |
| Lauffener Neckarschlinge                       |      | 1.028 WDPA: 82078  | Lauffen am Neckar Erhaltung der vor 2500 bis 2300 Jahren vom Neckar verlassenen Talschlinge als erdgeschichtliches Denkmal. Der ungewöhnlich reiche Pflanzenbestand in der naturnahen, größtenteils von Bruch- und Auwald bedeckten Talsohle sowie der noch kaum veränderte Klebwald auf Muschelkalk mit der typischen Flora und Fauna soll in seiner für das württembergische Unterland einmaligen Form erhalten werden. | ⊙        | 69,7          | 17. März 1970 |
| Prallhang des Neckars bei Lauffen              |      | 1.120 WDPA: 165032 | (Heilbronn), Lauffen am Neckar, Talheim Geologischer Aufschluss im Oberen Muschelkalk mit einer Vielzahl seltener Tier- und Pflanzenarten. | ⊙        | 3,4           | 15. Feb. 1984 |
| Böttinger Baggerseen                           |      | 1.126 WDPA: 162522 | Gundelsheim Biologisch hochwertiger Ausgleichsraum in einer belasteten Umgebung. | ⊙        | 6,6           | 13. Sep. 1984 |
| Weinberg im Hergstbachtal                      | BW   | 1.133 WDPA: 166227 | Möckmühl Halbtrockenrasenhang inmitten intensiv bewirtschafteten landwirtschaftlichen Flächen, Steppenheidevegetation auf Weinbergbrache. | ⊙        | 3,8           | 7. März 1985  |
| Altneckar Horkheim                             |      | 1.155 WDPA: 162128 | (Heilbronn), Lauffen am Neckar, Nordheim Natürliche Flussstrecke des Neckars und angrenzende Gebiete mit Kies- und Schotterbänken, Steilufern und Flachwasserbereichen; Brut-, Rast- und Nahrungsplatz vieler Vogelarten. | ⊙        | 39,3          | 26. Nov. 1987 |
| Wiesen im Rot- und Dachsbachtal bei Finsterrot | BW   | 1.178 WDPA: 166295 | Wüstenrot Landschaftlich reizvolles Wiesental mit extensiv genutzten Naßwiesen, Hochstaudenfluren, Seggenbeständen und naturnahem Bachauenwald mit vielfältiger Flora und Fauna. | ⊙        | 12,3          | 16. Apr. 1991 |
| Wildenberg                                     | BW   | 1.187 WDPA: 166311 | Eberstadt, Weinsberg Mehrere geologische Aufschlüsse im Schilfsandstein und eine großflächige Rutschscholle mit mehreren Stauchungswülsten, besondere geologische Bedeutung als Einblick in die Entstehungsgeschichte des Schilfsandsteins. | ⊙        | 48,9          | 16. Okt. 1992 |
| Haberschlachter Tal                            | BW   | 1.195 WDPA: 163464 | Brackenheim Ökologisch wertvolle Talaue mit Röhrichten, Tümpeln, Sumpfwäldchen, bachbegleitenden Gehölzbeständen, Brachflächen und Wiesen; mosaikartige Verteilung von genutzten und ungenutzten Flächen. | ⊙        | 18,0          | 4. Aug. 1993  |
| Zaberauen von Meimsheim und Botenheim          |      | 1.200 WDPA: 166387 | Brackenheim Mosaikartige Verteilung von genutzten und ungenutzten Flächen; nach Durchführung von Renaturierungsmaßnahmen – Einrichtung ungestörter Revervate zur Regeneration feuchtgebietsgebundener Pflanzen- und Tierarten; Sanierung von Grünlandstandorten mit unterschiedlicher Vernässung; zukünftig umweltverträgliche Landbewirtschaftung als Wiesenaue. | ⊙        | 34,5          | 7. Apr. 1994  |
| Halbtrockenrasen im Gewann Fuchs               |      | 1.203 WDPA: 163500 | Jagsthausen Für den LK Heilbronn sehr seltener Halbtrockenrasen als Lebensraum für eine Vielzahl wärmeliebender Tier- und Pflanzenarten; reizvolles Landschaftsbild. | ⊙        | 4,3           | 23. Sep. 1994 |
| Gäßnersklinge-Hohberg                          | BW   | 1.214 WDPA: 163201 | Bad Rappenau Tief eingeschnittene Muschelkalkklinge mit standortgemäßem Laubwald, extensiv bewirtschafteter Mauerweinberg, in Sukzession befindliche aufgelassene Weinberge, an felsigem Steilhang stockender, wärmeliebender Laubwald; reizvolles Landschaftsbild, geprägt insbesondere durch den Mauerweinberg und den bewaldeten Steilhang. | ⊙        | 13,8          | 18. März 1996 |
| Enzwiese                                       |      | 1.227 WDPA: 318355 | Löwenstein Extensiv genutzte Grünlandfläche mit Bachlauf und großflächigen Feuchtstellen, die Überreste eines ehemaligen Stauweihers darstellen; Lebensraum typischer und teilweise seltener Pflanzenarten. | ⊙        | 6,9           | 3. Dez. 1997  |
| Knorrenwald                                    | BW   | 1.228 WDPA: 164169 | Bad Rappenau Halbtrockenrasen im überwiegend ackerbaulich genutzten Kraichgau mit wärmeliebender Pflanzen- und Tierwelt; Vorkommen seltener Flechten. | ⊙        | 4,0           | 3. Dez. 1997  |
| Schlierbach-Kohlrain                           |      | 1.235 WDPA: 319074 | Bad Rappenau, Siegelsbach0 Naturnahe Waldgebiete in gebietstypischer Ausprägung mit besonderen ökologischen Verhältnissen; Lebensraum für standorttypische Tiere und Pflanzen, darunter auch Lerchensporn, Gelbe Anemone und Nieswurz; wissenschaftliches Forschungsprojekt, nahezu deckungsgleich mit dem Bannwald; in den waldfreien Gebieten – Grünlandnutzung; israelitischer Friedhof. | ⊙        | 40,6          | 26. Aug. 1999 |
| Brettachtal oberhalb Geddelsbach               | BW   | 1.243 WDPA: 318238 | Wüstenrot, Bretzfeld Naturhafte, unbeeinträchtigte Brettach in ihrer Wildwasserausprägung als Lebensraum für seltene Vogelarten sowie Auenwaldgesellschaften als Lebensbereich von gewässernahen, sehr seltenen Lebensgemeinschaften von Tier- und Pflanzenarten im Bereich des Keuperstufenrandes der Schwäbisch-Fränkischen Waldberge. Insbesondere sollen die Erlenwald-Gesellschaften mit Riesenschachtelhalm entlang der Brettach in Verbindung mit den Talwiesen gefördert werden. | ⊙        | 25,7          | 19. Dez. 2000 |
| Hörnle                                         | BW   | 1.244 WDPA: 318574 | Roigheim Großflächige Trockenrasenbereiche; Trockenmauern und Steinriegel als Zeugnisse früherer Bewirtschaftung; thermophiler Wald und markante Muschelkalkklinge, deren Standortverhältnisse es zu entwickeln und verbessern gilt. | ⊙        | 20,0          | 19. Jan. 2000 |
| Brühl                                          | BW   | 1.254 WDPA: 318250 | Weinsberg Durch frühere militärische Nutzung entstandene kleinräumiges Vegetationsmosaik innerhalb der ehemaligen Schießplatzfläche einschließlich umgebender Waldbereiche; großflächiger Feuchtbereiche mit für diesen Lebensraum typischer Vegetation, Rückzugsgebiet für seltene Tierarten; in Teilbereichen wird die Wiederherstellung der früheren Wertigkeit angestrebt; Schutzzweck ist auch die Erhaltung und Entwicklung der in dem Gebiet vorkommenden FFH-Arten (Bombina va-riegata und Lycaena dispar) nach Anhang II der Richtlinie 92/43 EWG des Rates vom 2I.Mai 1992 über die Erhaltung der natürlichen Lebensräume sowie der wild lebenden Tiere und Pflanzen (FFH-Richtlinie). | ⊙        | 20,4          | 4. Dez. 2002  |
| Spitzenberg-Michelbach-Baiershälde             |      | 1.257 WDPA: 319127 | Pfaffenhofen, Zaberfeld | ⊙        | 45,8          | 21. Juli 2003 |
| Elsenzer Bruchgraben                           | BW   | 1.270 WDPA: 378071 | Eppingen Naturnahe Tallandschaft mit ausgedehnten, extensiv genutzten, von zahlreichen Hochstaudenfluren, Röhrichten und Seggenrieden durchsetzten Feucht- und Nasswiesen. | ⊙        | 19,8          | 19. Jan. 2007 |
| Frankenbacher Schotter                         |      | 1.273 WDPA: 389593 | Heilbronn, Leingarten Sicherung und Erhalt eines durch die Kombination von Lösssteilwänden, Stillgewässern, offenen Kiesflächen, Ruderalflächen, Gehölzen, Wiesen und Äckern geprägten Landschaftsausschnitts | ⊙        | 14,4          | 24. Juni 2008 |
| Legende für Naturschutzgebiet                  |      |                    | |          |               |               |